# Neoseiulus cecileae
Neoseiulus cecileae är en spindeldjursart som beskrevs av Kreiter 2006. Neoseiulus cecileae ingår i släktet Neoseiulus och familjen Phytoseiidae. Inga underarter finns listade i Catalogue of Life.